# National Rugby League 2012
La National Rugby League de 2012 fue la 105.ª edición del torneo de rugby league más importante de Australia y Nueva Zelanda.

## Formato
Los clubes se enfrentaron en una fase regular de todos contra todos, los ocho equipos mejor ubicados al terminar esta fase clasificaron a la postemporada.
Se otorgaron 2 puntos por el triunfo, 1 por el empate y ninguno por la derrota.

## Desarrollo

### Tabla de posiciones
| Pos. | Equipo                        | Encuentros | Encuentros | Encuentros | Encuentros | Tantos | Tantos | Tantos | Puntos |
| Pos. | Equipo                        | PJ         | PG         | PE         | PP         | F      | C      | Dif    | Puntos |
| ---- | ----------------------------- | ---------- | ---------- | ---------- | ---------- | ------ | ------ | ------ | ------ |
| 1    | Canterbury-Bankstown Bulldogs | 24         | 18         | 0          | 6          | 568    | 369    | +199   | 40     |
| 2    | Melbourne Storm               | 24         | 17         | 0          | 7          | 579    | 361    | +218   | 38     |
| 3    | South Sydney Rabbitohs        | 24         | 16         | 0          | 8          | 559    | 438    | +121   | 36     |
| 4    | Manly-Warringah Sea Eagles    | 24         | 16         | 0          | 8          | 497    | 403    | +94    | 36     |
| 5    | North Queensland Cowboys      | 24         | 15         | 0          | 9          | 597    | 445    | +152   | 34     |
| 6    | Canberra Raiders              | 24         | 13         | 0          | 11         | 545    | 536    | +9     | 30     |
| 7    | Cronulla-Sutherland Sharks    | 24         | 12         | 1          | 11         | 445    | 441    | +4     | 29     |
| 8    | Brisbane Broncos              | 24         | 12         | 0          | 12         | 481    | 447    | +34    | 28     |
| 9    | St. George Illawarra Dragons  | 24         | 11         | 0          | 13         | 405    | 438    | -33    | 26     |
| 10   | Wests Tigers                  | 24         | 11         | 0          | 13         | 506    | 551    | -45    | 26     |
| 11   | Gold Coast Titans             | 24         | 10         | 0          | 14         | 449    | 477    | -28    | 24     |
| 12   | Newcastle Knights             | 24         | 10         | 0          | 14         | 448    | 488    | -40    | 24     |
| 13   | Sydney Roosters               | 24         | 8          | 1          | 15         | 462    | 626    | -164   | 21     |
| 14   | New Zealand Warriors          | 24         | 8          | 0          | 16         | 497    | 609    | -112   | 20     |
| 15   | Penrith Panthers              | 24         | 8          | 0          | 16         | 409    | 575    | -166   | 20     |
| 16   | Parramatta Eels               | 24         | 6          | 0          | 18         | 431    | 674    | -243   | 16     |

|  | Postemporada. |

### Postemporada

#### Finales de clasificación
| 7 de septiembre | Canterbury-Bankstown Bulldogs | 16 - 10 | Manly-Warringah Sea Eagles |  |  |

| 8 de septiembre | Melbourne Storm | 24 - 6 | South Sydney Rabbitohs |  |  |

#### Finales de eliminación
| 8 de septiembre | North Queensland Cowboys | 33 - 16 | Brisbane Broncos |  |  |

| 9 de septiembre | Canberra Raiders | 34 - 16 | Cronulla-Sutherland Sharks |  |  |

#### Semifinal
| 14 de septiembre | Manly-Warringah Sea Eagles | 22 - 12 | North Queensland Cowboys |  |  |

| 15 de septiembre | South Sydney Rabbitohs | 38 - 16 | Canberra Raiders |  |  |

#### Finales premilinares
| 21 de septiembre | Melbourne Storm | 40 - 12 | Manly-Warringah Sea Eagles |  |  |

| 22 de septiembre | Canterbury-Bankstown Bulldogs | 32 - 8 | South Sydney Rabbitohs |  |  |

#### Final
| 30 de septiembre | Canterbury-Bankstown Bulldogs | 4 - 14 | Melbourne Storm | ANZ Stadium, Sídney             |  |
|                  |                               |        |                 | Asistencia: 82.976 espectadores |  |

| Bandera de Australia    |
| Campeón Melbourne Storm |
| Segundo título          |